# 碲化鋅鎘
碲化鎘鋅 （英語：Cadmium zinc telluride）（CdZnTe）或CZT是鎘、鋅和碲的化合物，或者更嚴格地說，是碲化鎘和碲化鋅的合金。 它是一種直接帶隙半導體，可用於多種應用，包括半導體探測器、光折變光柵、電光調製器、太陽能電池以及太赫茲產生和檢測。 帶隙約為 1.4 至 2.2 eV，具體取決於成分。

## 特徵

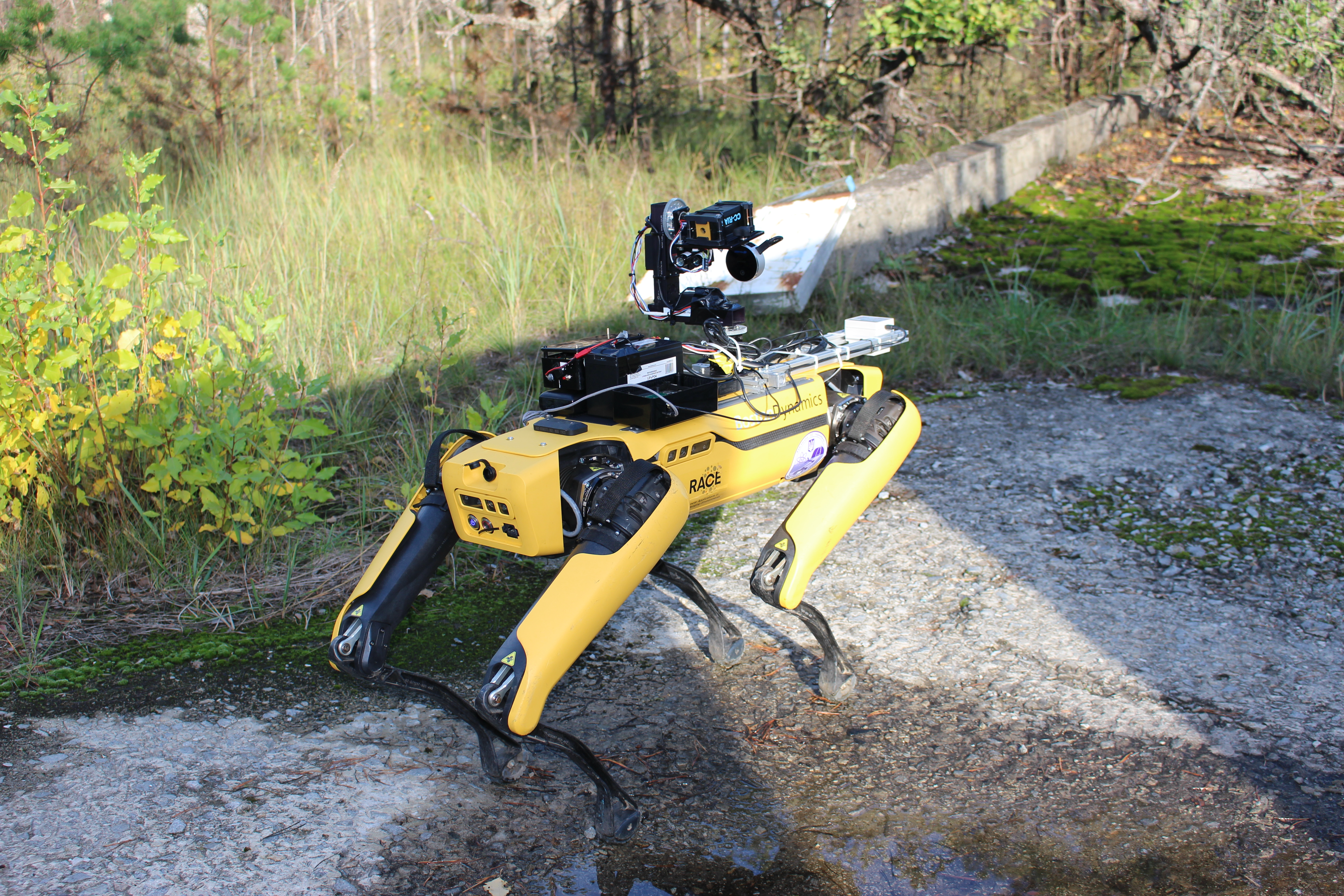
基於1 cm^{3} 碲化鎘鋅(CZT)晶體的 YanDavos 輻射傳感器系統，部署在波士頓動力Spot四足機器人上，用於切尔诺贝利隔离区的輻射測繪.

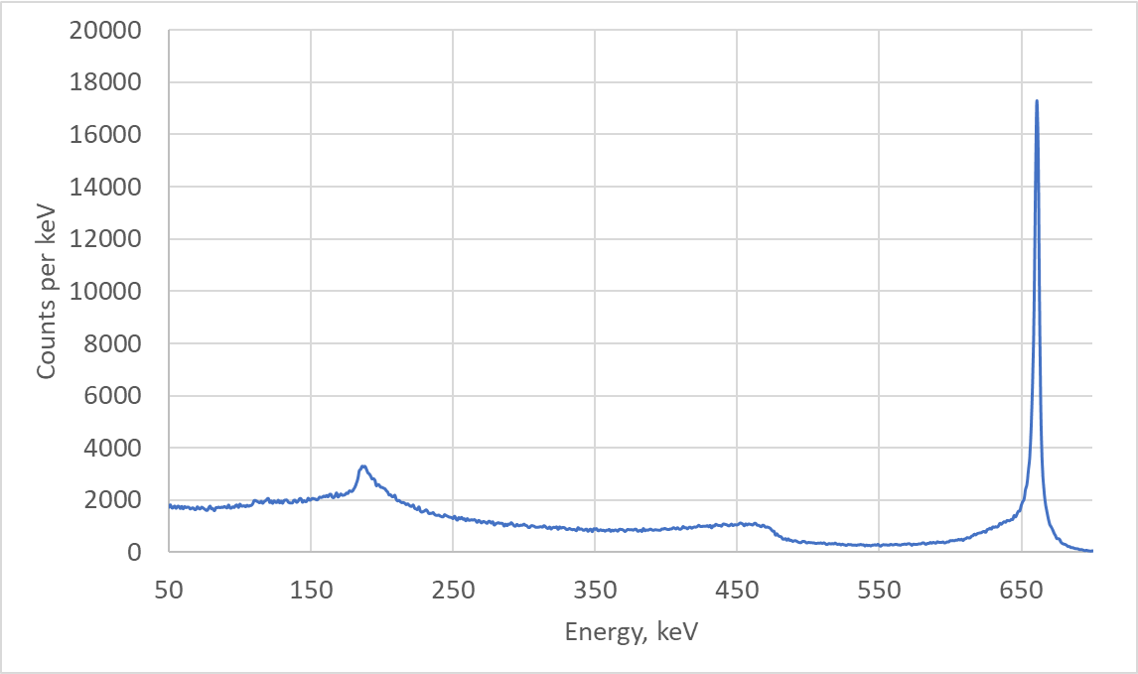
A Cs-137 gamma-ray spectrum collected using an M400 pixelated CZT imaging spectrometer. Energy resolution, as measured by full-width-at-half-maximum (FWHM), is better than 1%.

使用碲化鎘鋅 (CZT) 的輻射探測器可以在室溫下以直接轉換（或光電導）模式運行，這與一些需要冷卻的其他材料（特別是鍺）不同。 它們的相對優勢包括由於鎘和碲的高原子序數而對X射線和伽馬射線具有高靈敏度，以及比闪烁体探测器更好的能量分辨率。碲化鎘鋅可以形成不同的形狀，以適應不同的輻射檢測應用，並且已經開發了各種電極幾何形狀，例如共面網格 和小像素探測器，以提供單極（僅電子）操作，從而提高能量分辨率。 1 cm3 CZT 晶體的靈敏度範圍為 30 keV 至 3 MeV，在 662 keV 時具有 2.5% FWHM 能量分辨率。

## 外部鏈接
- （英文）National Pollutant Inventory - Cadmium and compounds